# Alpiner Australia New Zealand Cup 2016
Die Saison 2016 des alpinen Australia New Zealand Cups wurde von Ende August bis Anfang September an Austragungsorten in Australien und Neuseeland veranstaltet und war – wie auch die anderen Kontinentalrennserien des internationalen Ski-Verbandes FIS – ein Unterbau zum Weltcup. Sie zählt laut FIS-Regularien bereits zur jahresübergreifenden Wettbewerbssaison 2016/17. Für Herren und Damen wurden jeweils 10 Rennen am selben Ort organisiert.

## Podestplatzierungen Herren

### Slalom
| Datum      | Ort                | 1. Platz                             | 2. Platz                             | 3. Platz                             |
| ---------- | ------------------ | ------------------------------------ | ------------------------------------ | ------------------------------------ |
| 24.08.2016 | Mount Hotham (AUS) | Rennen auf den 26. August verschoben | Rennen auf den 26. August verschoben | Rennen auf den 26. August verschoben |
| 25.08.2016 | Mount Hotham (AUS) | Robby Kelley                         | Michael Ankeny                       | Adam Žampa                           |
| 26.08.2016 | Mount Hotham (AUS) | Robby Kelley                         | Adam Žampa                           | Stefano Baruffaldi                   |
| 31.08.2016 | Coronet Peak (NZL) | Manuel Feller                        | Adam Žampa                           | Michael Ankeny                       |
| 01.09.2016 | Coronet Peak (NZL) | Ramon Zenhäusern                     | Christian Hirschbühl                 | Naoki Yuasa                          |

### Riesenslalom
| Datum      | Ort                | 1. Platz                             | 2. Platz                             | 3. Platz                             |
| ---------- | ------------------ | ------------------------------------ | ------------------------------------ | ------------------------------------ |
| 22.08.2016 | Mount Hotham (AUS) | Rennen auf den 23. August verschoben | Rennen auf den 23. August verschoben | Rennen auf den 23. August verschoben |
| 23.08.2016 | Mount Hotham (AUS) | Rennen auf den 24. August verschoben | Rennen auf den 24. August verschoben | Rennen auf den 24. August verschoben |
| 23.08.2016 | Mount Hotham (AUS) | Willis Feasey                        | Nicholas Iliano                      | Michael Ankeny                       |
| 24.08.2016 | Mount Hotham (AUS) | Andreas Žampa                        | Willis Feasey                        | Michael Ankeny                       |
| 29.08.2016 | Coronet Peak (NZL) | Tim Jitloff                          | Marcel Mathis                        | Adam Žampa                           |
| 30.08.2016 | Coronet Peak (NZL) | Manuel Feller                        | David Chodounsky                     | Adam Žampa                           |

### Super-G
| Datum      | Ort              | 1. Platz                               | 2. Platz                               | 3. Platz                               |
| ---------- | ---------------- | -------------------------------------- | -------------------------------------- | -------------------------------------- |
| 06.09.2016 | Mount Hutt (NZL) | Marc Gehrig                            | Willis Feasey                          | Maciej Bydliński                       |
| 06.09.2016 | Mount Hutt (NZL) | Willis Feasey                          | Marc Gehrig                            | Maciej Bydliński                       |
| 07.09.2016 | Mount Hutt (NZL) | Rennen auf den 6. September verschoben | Rennen auf den 6. September verschoben | Rennen auf den 6. September verschoben |

### Alpine Kombination
| Datum      | Ort              | 1. Platz        | 2. Platz        | 3. Platz        |
| ---------- | ---------------- | --------------- | --------------- | --------------- |
| 08.09.2016 | Mount Hutt (NZL) | Rennen abgesagt | Rennen abgesagt | Rennen abgesagt |

## Podestplatzierungen Damen

### Slalom
| Datum      | Ort                | 1. Platz            | 2. Platz          | 3. Platz            |
| ---------- | ------------------ | ------------------- | ----------------- | ------------------- |
| 24.08.2016 | Mount Hotham (AUS) | Rikke Gasmann-Brott | Madison Lord      | Julia Mutschlechner |
| 25.08.2016 | Mount Hotham (AUS) | Rikke Gasmann-Brott | Greta Small       | Madison Lord        |
| 31.08.2016 | Coronet Peak (NZL) | Ricarda Haaser      | Katharina Huber   | Adriana Jelinkova   |
| 01.09.2016 | Coronet Peak (NZL) | Katharina Huber     | Adriana Jelinkova | Charlie Guest       |

### Riesenslalom
| Datum      | Ort                | 1. Platz                             | 2. Platz                             | 3. Platz                             |
| ---------- | ------------------ | ------------------------------------ | ------------------------------------ | ------------------------------------ |
| 22.08.2016 | Mount Hotham (AUS) | Julia Mutschlechner                  | Greta Small                          | Jessica Haslau                       |
| 22.08.2016 | Mount Hotham (AUS) | Julia Mutschlechner                  | Greta Small                          | Eliza Grigg                          |
| 23.08.2016 | Mount Hotham (AUS) | Rennen auf den 22. August verschoben | Rennen auf den 22. August verschoben | Rennen auf den 22. August verschoben |
| 29.08.2016 | Coronet Peak (NZL) | Ragnhild Mowinckel                   | Katharina Truppe                     | Bernadette Schild                    |
| 30.08.2016 | Coronet Peak (NZL) | Bernadette Schild                    | Ragnhild Mowinckel                   | Nina Ortlieb                         |

### Super-G
| Datum      | Ort              | 1. Platz                               | 2. Platz                               | 3. Platz                               |
| ---------- | ---------------- | -------------------------------------- | -------------------------------------- | -------------------------------------- |
| 06.09.2016 | Mount Hutt (NZL) | Piera Hudson                           | Maryna Gąsienica-Daniel                | Daria Krajewska                        |
| 06.09.2016 | Mount Hutt (NZL) | Piera Hudson                           | Maryna Gąsienica-Daniel                | Bettina Schneeberger                   |
| 07.09.2016 | Mount Hutt (NZL) | Rennen auf den 6. September verschoben | Rennen auf den 6. September verschoben | Rennen auf den 6. September verschoben |

### Alpine Kombination
| Datum      | Ort              | 1. Platz        | 2. Platz        | 3. Platz        |
| ---------- | ---------------- | --------------- | --------------- | --------------- |
| 08.09.2016 | Mount Hutt (NZL) | Rennen abgesagt | Rennen abgesagt | Rennen abgesagt |